# 張鳳喈
張鳳喈（？—1932年），字桐軒，安徽省廬州府廬江縣人，清朝政治人物、同進士出身，曾任廣東惠來縣、南海縣知縣。娶孫氏。
光緒二十九年（1903年），参加光緒癸卯科殿試，登進士三甲第61名。同年閏五月，著交吏部掣签分发各省，以知县即用。光绪三七四年（1908年），擔任清朝廣州府南海縣知縣。后由王䵺接任。